# Cirrus
Cirrusmoln eller fjädermoln, förkortat Ci, är ett huvudmolnslag med tunna och högt belägna moln som ser ut som trådar eller fågelfjädrar. Cirrus kan förekomma ensamma eller tillsammans och då ibland ordnade i linjer. De förekommer ibland tillsammans med slöjmoln. Cirrus befinner sig ofta på 8 000 till 9 000 meters höjd och består nästan uteslutande av iskristaller.
Fjädermoln som tätnar är ofta ett tecken på väderomslag, speciellt om de tätnar i väster eftersom de flesta väderfronter i Sverige kommer västerifrån. 
Namnet cirrus och den första definitionen är från Luke Howard 1803. Hans definition var Parallella, slingrande eller spretande fibrer som sträcker ut sig i en viss eller alla riktningar. Den moderna definitionen lyder Fristående moln i form av vita, fina trådar eller flak eller band, som är vita eller övervägande vita. Molnen kan ha trådigt utseende eller sidenglans eller uppvisa båda dessa kännetecken.

## Typer av cirrus
Följande arter finns av cirrus

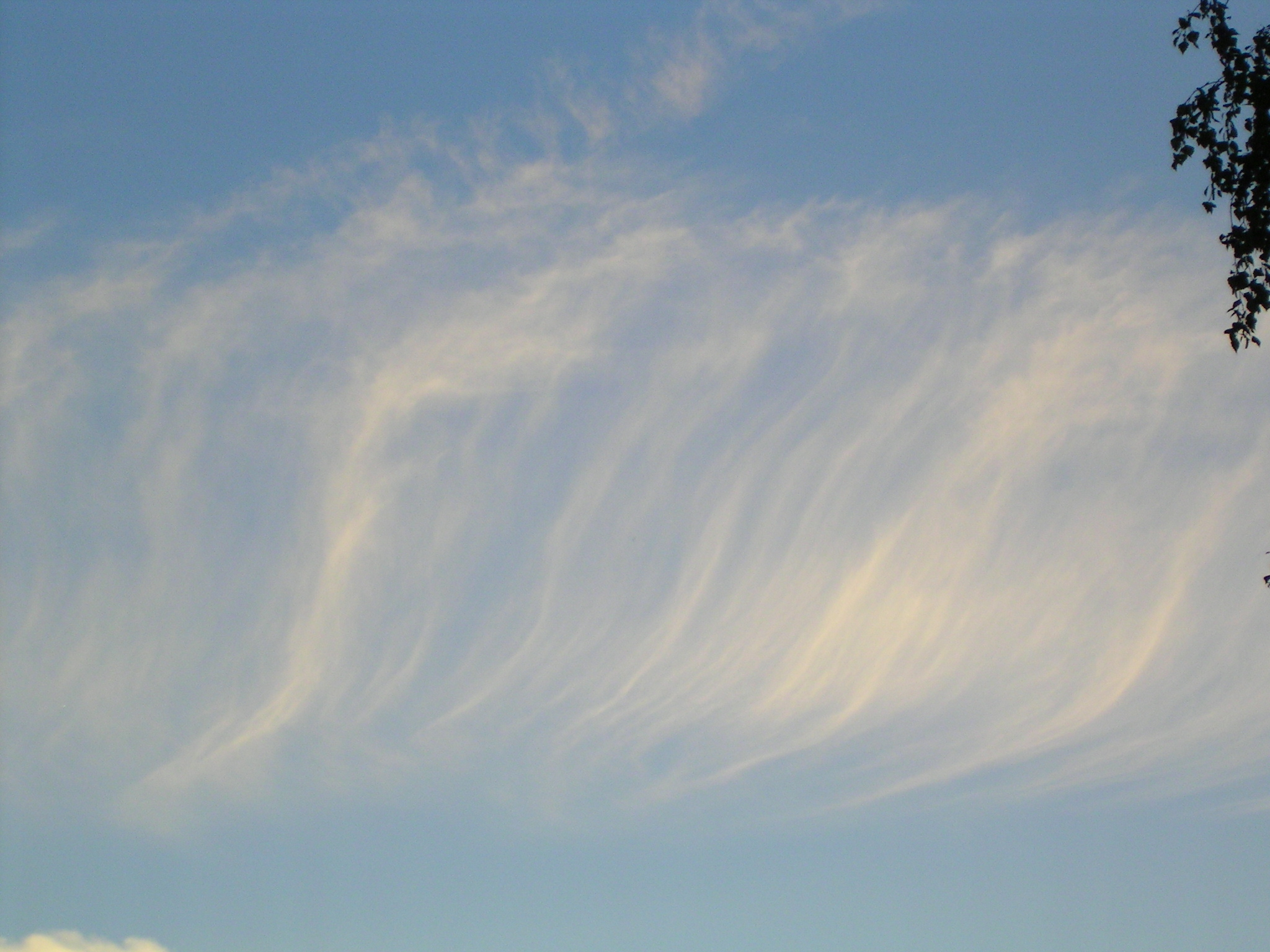
Cirrusmoln av arten cirrus fibratus.

- Cirrus fibratus - består av trådar som är relativt raka eller svagt böjda, utan krokar i änden.
- Cirrus uncinus - har krokar
- Cirrus spissatus - cirrus som är täta nog för att se lite grå ut
- Cirrus castellanus - cirrus med små tornliknande utväxter
- Cirrus floccus - tofsliknande

Följande specialformer är applicerbara på cirrus
- intortus - oregelbundet mönster
- radiatus -  parallella band
- vertebratus -  fiskskelettsliknande
- duplicatus - flera, delvis sammansmälta skikt

Följande ytterligare känneteckan samt följemoln finns för cirrus
- mamma - nedhängande juver- eller bröstliknande utväxter

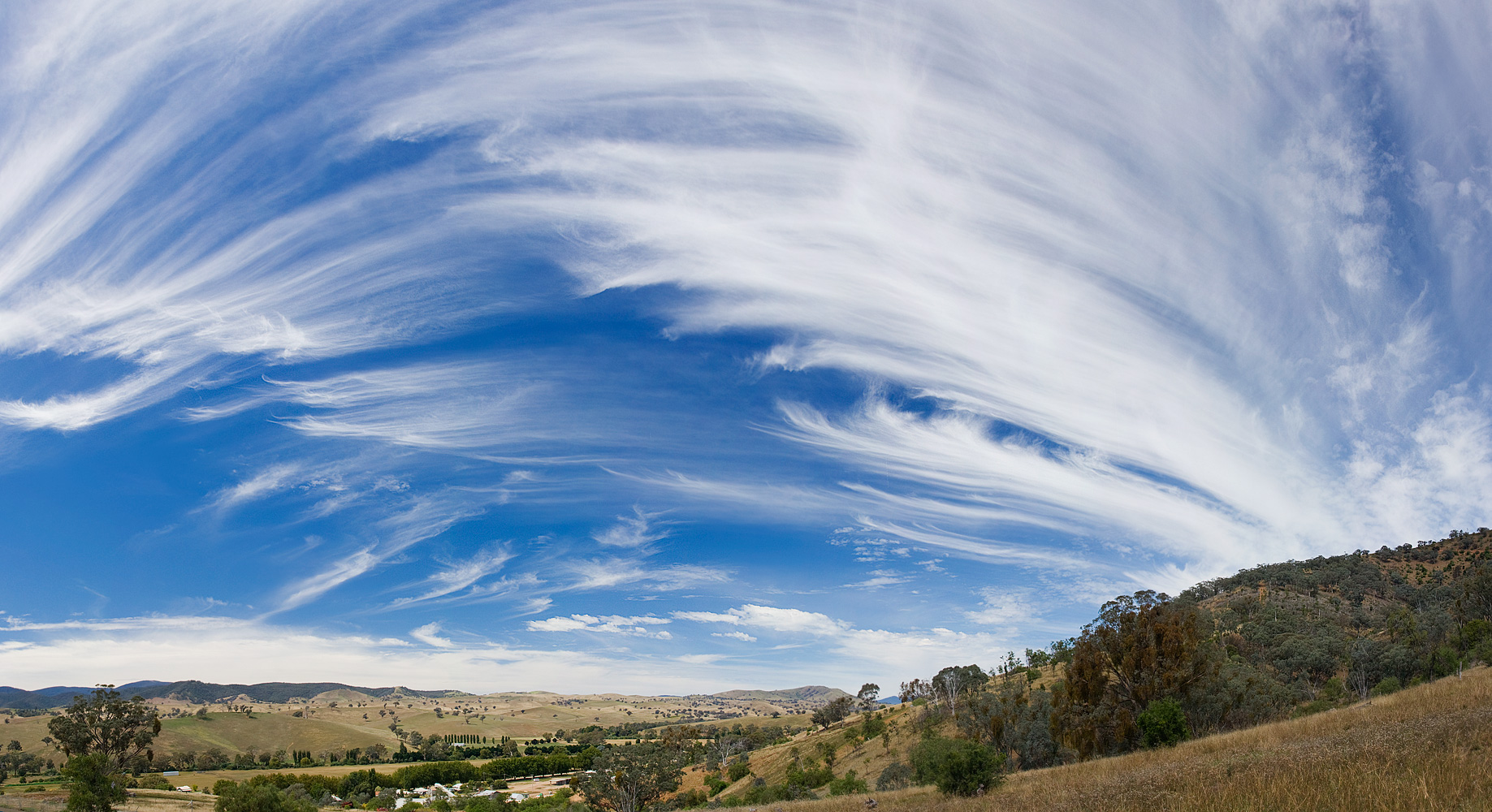